# Tris(2,3-dibroompropyl)fosfaat
Tris(2,3-dibroompropyl)fosfaat is een organische fosfaatverbinding met als brutoformule C9H15Br6O4P. De stof komt voor als een viskeuze kleurloze vloeistof, die slecht oplosbaar is in water.

## Toepassingen
Tris(2,3-dibroompropyl)fosfaat werd in de jaren '70 en '80 gebruikt als vlamvertrager voor plastics en in de synthese van textiel. Handelsnamen van de stof zijn Anfram 3PBR, Apex 462-5, Bromkal P 67-6HP, ES 685, Firemaster LV-T 23P, Firemaster T23, Flammex AP, Fyrol HB 32, TDBPP en Zetoflex ZN.

## Toxicologie en veiligheid
De stof ontleedt bij verhitting tot 200°C, met vorming van giftige en corrosieve dampen, waaronder waterstofbromide en fosforoxiden. Ze reageert hevig met zuren, basen en sterk oxiderende stoffen.
Deze stof is waarschijnlijk kankerverwekkend bij de mens en werd door het IARC ingedeeld in klasse 2A. Bij dierproeven produceerde de stof zowel in vitro als in vivo goedaardige en kwaadaardige tumoren.